# Ommatius oreophilus
Ommatius oreophilus là một loài ruồi trong họ Asilidae. Ommatius oreophilus được Farr miêu tả năm 1965. Loài này phân bố ở vùng Tân nhiệt đới.